# 加利阿
加利阿（法語：Galiax）是法国热尔省的一个市镇，属于米朗德区（Mirande）普莱桑克县（Plaisance）。该市镇总面积6.05平方公里，2009年时的人口为177人。

## 人口
加利阿人口变化图示